# Nuevo Guerrero
Nuevo Guerrero är en ort i Mexiko.   Den ligger i kommunen Tlapehuala och delstaten Guerrero, i den södra delen av landet, 200 km sydväst om huvudstaden Mexico City. Nuevo Guerrero ligger 272 meter över havet och antalet invånare är 1 411.
Terrängen runt Nuevo Guerrero är varierad. Runt Nuevo Guerrero är det ganska glesbefolkat, med 48 invånare per kvadratkilometer. Närmaste större samhälle är Tlapehuala, 2,1 km nordväst om Nuevo Guerrero. I omgivningarna runt Nuevo Guerrero växer huvudsakligen savannskog.